# Саруханов, Игорь Арменович
И́горь Арме́нович Саруха́нов (род. 6 апреля 1956, Самарканд) — советский и российский поп-рок-певец, гитарист, композитор и поэт. Заслуженный артист России (1997), член Союза писателей России, член Союза композиторов России.

## Биография

### Семья
Родился 6 апреля 1956 года в Самарканде, армянин по национальности. Предки по материнской линии происходят из Гориса, а предки по отцовской — из Степанакерта. Прадед по отцу был состоятельным человеком, занимался зерном, лесом, обработкой камня, имел в подчинении несколько заводов и фабрик. В 1921—22 годах, во время голода в Поволжье, он отправлял туда составы зерна со своих фабрик. Во время массовых репрессий, чтобы избежать ареста и расстрела, он уничтожил все документы и отказался от собственного имущества.
Отец Армен Ваганович Саруханов (1930—1991), учёный, кандидат технических наук, преподавал в техническом ВУЗе. Мать Роза Ашотовна Саруханова (1932—1991), преподаватель русского языка и литературы.
Дочери Любовь (2008), Розалия (2015).
Брат Ваган Саруханов (1960).

### Детство, юность и раннее творчество
Родился в Самарканде, но прожил там недолго. Когда ему исполнилось 4 года, семья, в связи с необходимостью защиты отцовской диссертации, переехала в Москву.
Окончил музыкальную школу № 1 по классу классической гитары в городе Долгопрудный. В школьные годы начал давать концерты со своей рок-группой в кафе и на танцевальных площадках в Долгопрудном, получая за эти выступления денежное вознаграждение. Поскольку в советское время комсомолец и ученик школы не имел права работать, Саруханова хотели отчислить из школы, но благодаря отцу он остался в учебном заведении.
Родители побоялись отдавать сына в армию и устроили его в Ансамбль песни и пляски Московского военного округа, где Саруханов познакомился со Стасом Наминым. Вскоре после этого в 1979 году он был приглашён в ансамбль «Синяя птица», позднее в группу «Цветы», где выступал до 1981 года. В 1981 году Саруханов вместе со своими коллегами по группе «Цветы» основал группу «Круг», и проработал в ней до 1984 года.

### Сольное творчество
Сольная карьера Игоря Саруханова началась в 1985 году в рамках программы Всемирного фестиваля молодёжи и студентов в Москве (на нём он стал обладателем первой премии в конкурсе за лучшую песню о Москве — «Московский простор»). В 1986 году вышел первый диск-гигант певца «Если нам по пути». С этого момента он начал активно гастролировать. В 1984 году на Международном фестивале в Сопоте (Польша) был отмечен первой премией как автор песни «Позади крутой поворот» (исполнитель — Анне Вески). В 1988 году участвовал в Международном фестивале «Братиславская лира» (Чехословакия). В 1990 году на песню Игоря Саруханова «Barber» был снят первый профессиональный видеоклип (режиссёр Михаил Хлебородов).
В 2008 году принимал участие в проекте канала НТВ «Суперстар 2008. Команда мечты». В 2022 году стал приглашённым гостем во втором полуфинале третьего сезона шоу «Маска» на НТВ в образе мишки.
7 апреля 2023 г. в прямом эфире программы «Студия Владимира Матецкого» на «Радио Маяк» анонсировал релиз видеоклипа «Одна на миллион», над которым прямо сейчас идёт активная работа.

### Поэтическая карьера
В качестве поэта и композитора работал с Тынисом Мяги, Сергеем Челобановым, Анне Вески, группой «Комбинация», Александром Маршалом, Батырханом Шукеновым, группой «А’Студио», Алексеем Чумаковым, группой «Город 312», Николаем Трубачом, Владимиром Пресняковым и другими артистами.

## Произведения

### Дискография
- Виниловые пластинки
  - 1987 — Если нам по пути
  - 1989 — Зеленые глаза
  - 1991 — Я хочу побыть один
- CD
  - 1993 — Лучшие песни (сборник)
  - 1994 — Лучшие песни 2 (сборник)
  - 1994 — Зачем вернулась ты?
  - 1995 — Музыка для дискотек
  - 1997 — Скрипка-лиса[8]
  - 1999 — Это не любовь
  - 2001 — Лодочка, плыви
  - 2002 — Grand Collection (сборник)
  - 2003 — Любимые песни.ru (сборник)
  - 2004 — Новая коллекция (сборник)
  - 2004 — Новый альбом
  - 2004 — Любовное настроение (сборник)
  - 2007 — Биография чувств
  - 2010 — Алые паруса
  - 2012 — Чёрные, белые полосы
  - 2018 — Реанимация
  - 2019 — Реанимация-2
  - 2020 — С кем ты?
  - 2021 — Эмоции
  - 2023 — Лети за мной
  - 2024 — Реанимация-3

## Фильмография
- 1980 — «Фантазия на тему любви» — певец, музыкант ансамбля «Фокус»
- 1997 — «Новейшие приключения Буратино» — Пьеро
- 2012 — сериал «Путейцы-3»

## Награды
- Заслуженный артист Российской Федерации (1997)
- Почётная грамота Московской городской думы (28 сентября 2016 года) — за заслуги перед городским сообществом и в связи с юбилеем[9]